# Kulon Progo

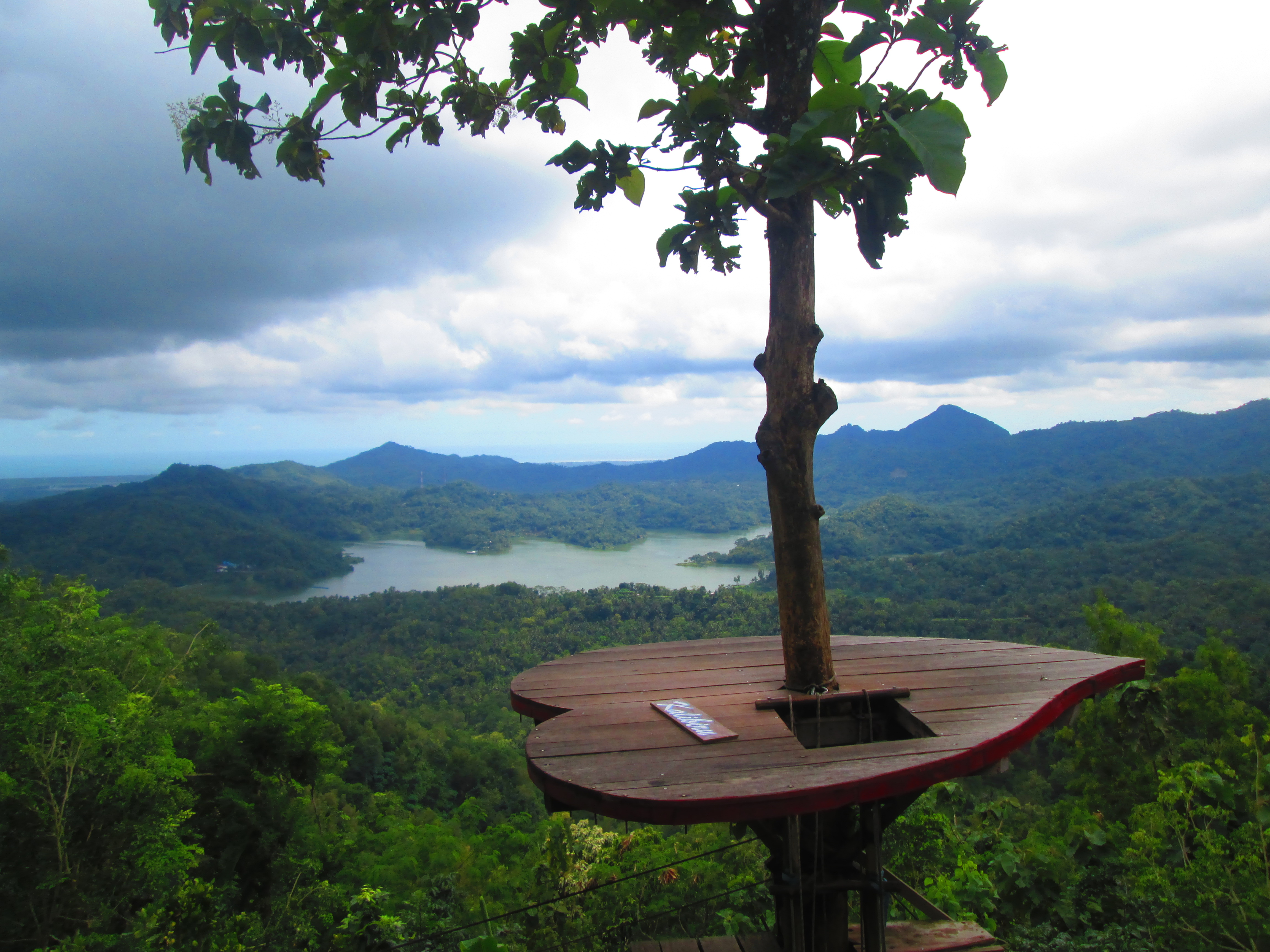
Im Nationalpark Kalibiru

Kulon Progo ist ein indonesischer Regierungsbezirk (Kabupaten) in der indonesischen Sonderregion (Daerah Istimewa) Yogyakarta auf der Insel Java. Mitte 2022 leben hier etwa 440.000 Menschen. Der Regierungssitz des Kabupaten Kulon Progo ist die Stadt Wates.

## Geographie
Kulon Progo liegt im Westen der Sonderregion Yogyakarta und erstreckt sich zwischen 7°38′42″ und 7°59′03″ s. Br. sowie zwischen 110°01′37″ und 110°16′26″ ö. L.
Der bevölkerungsärmste Kabupaten der Sonderregion grenzt im Westen an den Regierungsbezirk Purworejo und im Norden an den Regierungsbezirk Magelang, beide von der Provinz Zentraljava. Im Osten sind die internen Kabupaten Sleman (im Norden) und Bantul (im Süden) die Nachbarn, schließlich bildet eine etwa 25 km lange Küstenlinie des Indischen Ozeans die Südgrenze.

## Verwaltungsgliederung
Der Regierungsbezirk wird administrativ in 12 Kecamatan (Distrikte) unterteilt. Eine weitere Unterteilung erfolgt in 88 Dörfer, von denen eins als Kelurahan (Dorf mit urbanem Charakter) im Distrikt Wates liegt. Darüber hinaus bestehen noch 918 Dusun/Dukuh (Weiler, Hamlets), 1862 Rukun Warga (RW) und 4472 Rukun Tetangga (RT).
| Code 1   | Kecamatan Distrikt  | Ibu Kota Verwaltungssitz | Fläche (km²) | Einwohner Census 2010 2 | Volkszählung 2020 | Volkszählung 2020 | Volkszählung 2020 | Anzahl der Dörfer 6 |
| Code 1   | Kecamatan Distrikt  | Ibu Kota Verwaltungssitz | Fläche (km²) | Einwohner Census 2010 2 | Einwohner 3       | 0Dichte 40        | Sex Ratio 5       | Anzahl der Dörfer 6 |
| -------- | ------------------- | ------------------------ | ------------ | ----------------------- | ----------------- | ----------------- | ----------------- | ------------------- |
| 34.01.01 | Temon               | Temon Kulon              | 36,30        | 24.471                  | 28.263            | 778,6             | 99,2              | 15                  |
| 34.01.02 | Wates               | Bendungan                | 32,00        | 43.995                  | 48.738            | 1.523,1           | 99,0              | 7 / 1 ★             |
| 34.01.03 | Panjatan            | Gotakan                  | 44,59        | 33.397                  | 38.179            | 856,2             | 97,9              | 11                  |
| 34.01.04 | Galur               | Brosot                   | 32,91        | 29.120                  | 32.047            | 973,8             | 98,0              | 7                   |
| 34.01.05 | Lendah              | Jatirejo                 | 35,59        | 36.447                  | 40.356            | 1.133,9           | 99,4              | 6                   |
| 34.01.06 | Sentolo             | Salamrejo                | 52,65        | 44.525                  | 49.961            | 948,9             | 97,9              | 8                   |
| 34.01.07 | Pengasih            | Pengasih                 | 61,66        | 45.175                  | 52.514            | 851,7             | 96,7              | 7                   |
| 34.01.08 | Kokap               | Hargorejo                | 73,80        | 31.124                  | 35.244            | 477,6             | 99,0              | 5                   |
| 34.01.09 | Girimulyo           | Giripurwo                | 54,90        | 21.893                  | 24.088            | 438,8             | 96,9              | 4                   |
| 34.01.10 | Nanggulan           | Jatisarono               | 39,61        | 27.239                  | 30.358            | 766,4             | 97,6              | 6                   |
| 34.01.11 | Samigaluh           | Gerbosari                | 69,29        | 24.681                  | 27.199            | 392,5             | 100,3             | 7                   |
| 34.01.12 | Kalibawang          | Banjaroyo                | 52,96        | 26.802                  | 29.448            | 556,0             | 96,3              | 4                   |
| 34.01    | Kab. Kulon Progo000 | Wates                    | 586,28       | 388.869                 | 436.395           | 744,35            | 98,16             | 87 / 1              |

## Demographie
Zur Volkszählung im September 2020 lebten im Kabupaten Rembang 436.395 Menschen, davon 220.228 Frauen (50,47 %) und 216.167 Männer. Gegenüber dem letzten Census (2010) sank der Frauenanteil um 0,49 Prozent. 67,10 % (292.811) gehörten 2020 zur erwerbsfähigen Bevölkerung; 20,34 % waren Kinder (bis 14 Jahre) und 12,57 % im Rentenalter (ab 65 Jahren).
Mitte 2022 bekannten sich 94,73 Prozent der Einwohner zum Islam, Christen waren mit 5,13 % (5.663 ev.-luth. / 17.063 röm.-kath.) vertreten, 0,13 % waren Buddhisten und 0,01 % Hindus. Zur gleichen Zeit waren von der Gesamtbevölkerung 39,72 % ledig; 51,85 % verheiratet; 1,61 % geschieden und 6,83 % verwitwet.

### Bevölkerungsentwicklung
Nachfolgende Tabelle gibt einen Überblick über die Entwicklung der Einwohnerzahlen des Regierungsbezirks Kulon Progo
| Zählungsjahr     | 1961      | 1971      | 1980      | 1990      | 2000      | 2010      | 2020      |
| ---------------- | --------- | --------- | --------- | --------- | --------- | --------- | --------- |
| Kab. Kulon Progo | 337.127   | 370.629   | 380.685   | 372.309   | 370.944   | 388.869   | 436.395   |
| Anteil (%) an ᐁ  | 15,11     | 14,90     | 13,84     | 12,78     | 11,89     | 11,25     | 11,90     |
| D.I. Yogyakarta  | 2.231.062 | 2.487.177 | 2.750.025 | 2.912.611 | 3.120.478 | 3.457.491 | 3.668.719 |